# Flessendrager

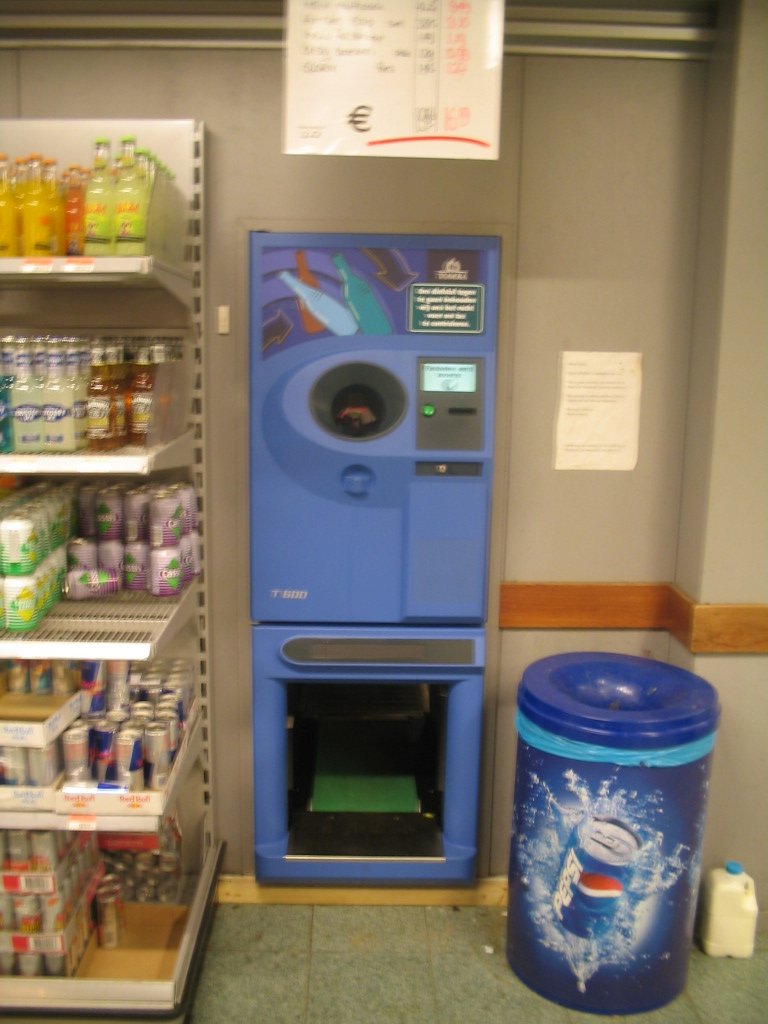
Statiegeld wordt terugbetaald bij leeggoedinname

In de informele economie is een flessendrager (naar het Duitse Flaschenträger) een persoon die inkomsten haalt uit het verzamelen en verhandelen van leeggoedflessen.

## Economische motivatie
- Verschil in prijs van leeggoed tussen buurlanden
- Persoon met laag inkomen die het leeggoed wegvoert voor beter bemiddelde mensen

## Voorbeelden
- In het naoorlogse Duitsland (1945 - 1961) werd hetzelfde statiegeld gehanteerd voor leeggoed in de DDR (in Oost-Duitse marken) en in de Bondsrepubliek (in Deutsche Mark). Gezien het sterk verschil in wisselkoers (op de zwarte markt) was het een winstgevend bedrijf om flessen op te kopen in de DDR en terug te verkopen in West-Berlijn of de Bondsrepubliek. Hierdoor ging een groot deel van de glasproductie van de DDR verloren. Aan deze handel kwam een einde na de oprichting van de Berlijnse Muur.[bron?]
- In het huidige grensgebied met Duitsland is leeggoed goedkoper dan in België of Nederland; flessendragers kopen hun bier en limonade in Duitsland en doen het leeggoed binnen in de supermarkt in België of Nederland.[bron?]
- In het huidige grensgebied met Nederland: in Nederland is er statiegeld voor petflessen, in tegenstelling tot België.[1] Flessendragers brengen hun lege PET-flessen binnen in de supermarkt in Nederland - genoeg om de benzine te betalen voor het winkelen aldaar.
- In Ethiopië verzamelen kinderen wegwerp plastic flessen en verkopen die door aan producenten van plaatselijke drank zoals mede of plaatselijk bier.
- In uitgaansbuurten laat men vaak bierflesjes staan bij de vuilnisbak zonder het erin te doen. Flessendragers (daklozen en andere arme mensen) verzamelen die flesjes, waarvoor ze geld krijgen in de supermarkt.
- Het boek Een motorboot voor een drijvend flesje handelt over een flessendrager die een flesje binnenbrengt in de winkel om er wat centen voor te krijgen.